# 25972 Pfefferjosh
25972 Pfefferjosh è un asteroide della fascia principale. Scoperto nel 2001, presenta un'orbita caratterizzata da un semiasse maggiore pari a 2,4373158 UA e da un'eccentricità di 0,1585027, inclinata di 2,46576° rispetto all'eclittica.